# Chiesa della Madonna del Rosario (Palena)
La chiesa della Madonna del Rosario (detta anche chiesa del Rosario) è una chiesa situata a Palena, in corso Umberto I.

## Storia e descrizione
Le varie iscrizioni poste all'interno della chiesa riferiscono le varie fasi della costruzione dell'impianto iniziato a costruire nel 1757 su un antico edificio. Denominata originariamente chiesa di Santa Maria della Neve, nel 1832 cambiò nome nell'attuale. La facciata, di stile barocco, è preceduta da due rampe di scale ed è suddivisa in tre campate mediante due ordini sovrapposti di lesene. Il primo ordine di lesene è di stile ionico, con volute poste secondo un'inclinazione di 45º. Il secondo ordine è di stile corinzio ed è intonacato. La campata centrale è più alta ed è sormontata da un timpano con la cornice spezzata. Il basamento è in pietra squadrata. Il portale ha una cornice settecentesca, sormontata da un rosone ad imitazione di una ruota, con decorazione di archi trilobati e testine d'angelo. Ai lati vi sono due finestre strombate. La pianta della chiesa è a croce greca e l'interno è completamente intonacato. Cappelle laterali sono poste ai lati di entrambi i bracci della croce greca e sono incorniciate da pilastri corinzi e archi a tutto sesto. Un organo, intarsiato e placcato d'oro, è posto su un ambone, sito a sua volta sopra due colonne all'ingresso dell'edificio di culto.
Le opere d'arte sono:
- Rosone della facciata, in pietra locale, bottega locale attiva anche a Lama dei Peligni, metà XVI secolo
- Apparato interno in stucchi della bottega di Michele Clerici
- Altare ligneo con la Croce della Passione e Cristo morto, bottega Conti di Sulmona
- Statua del Gesù Redentore, metà XVIII secolo
- Statua della Madonna delle Grazie, metà XVII secolo
- Altare con tela tela Madonna del Rosario tra San Domenico e Santa Rosa di Sebastiano Conti
- Dipinto di San Domenico, bottega Nicola Ranieri, capoaltare di destra
- Dipinti delle Quattro Virtù Cardinali di Giambattista Gamba negli spicchi della cupola
- Statua della Madonna del Rosario, scuola abruzzese del XVI secolo
- Altare con la tela di Maria Annunziata, bottega Nicola Ranieri di Guardiagrele; negli ovali delle cornici sono ritratti in alto la Santissima Trinità, ai lati San Michele e Lucifero (copia da Guido Reni) e Tobia e l'Angelo; motivi utilizzati da Ranieri anche nella chiesa parrocchiale di Gessopalena; presso l'altare vi è una piccola scultura della Madonna dei Miracoli di Casalbordino
- Statua di Maria Regina degli Angeli, metà '900
- Dipinto di Oreste Recchione "Sant'Andrea e la croce del martirio", capoaltare di sinistra
- Organo monumentale di Adriano Fedri di Atri
- Madonna Addolorata, conocchia bottega Conti di Sulmona
- Confessionali lignei della bottega Modesto Salvini di Orsogna, fine '700